# Satsuma (Alabama)
Pour les articles homonymes, voir Satsuma.
La ville de Satsuma est située dans le comté de Mobile, dans l’État de l’Alabama, aux États-Unis. Lors du recensement de 2010, elle comptait 6 168 habitants.
Son nom fait référence à la mandarine satsuma qui y a été cultivée.

## Démographie
| 1960  | 1970  | 1980  | 1990  | 2000  | 2010  |
| ----- | ----- | ----- | ----- | ----- | ----- |
| 1 491 | 2 035 | 3 822 | 5 194 | 5 687 | 6 168 |

## Source
- (en) Cet article est partiellement ou en totalité issu de l’article de Wikipédia en anglais intitulé « Satsuma, Alabama » (voir la liste des auteurs).